# Apparition de la Vierge à l'Enfant aux saints Jean le Baptiste et l'Évangéliste
L'Apparition de la Vierge à l'Enfant aux saints Jean le Baptiste et l'Évangéliste (en italien, Apparizione della Madonna col Bambino ai santi Giovanni Battista ed Evangelista) est une peinture à l'huile sur toile (176 × 174 cm) du peintre italien de l'École de Ferrare, Dosso Dossi, datable d'environ 1522-1524 et conservée au musée des Offices à Florence.

## Histoire
L'œuvre provient de la cathédrale de Codigoro. Déjà en mauvais état, elle fut restaurée en 1975 retrouvant ses qualités et consolidant son attribution à Dosso Dossi.

## Description et style
D'un nuage, dans un halo lumineux, la Vierge à l'Enfant et quelques petits anges apparaissent aux saints Jean le Baptiste et Jean l'Évangéliste, figures monumentales dans la moitié inférieure du tableau. Les deux saints sont reconnaissables par une profusion d'attributs iconographiques : le Baptiste pour la robe de l'ermite, la croix-bâton avec le rouleau « Ecce Agus Dei » et le livre qu'il consulte, étant le Prédécesseur du Christ, comme pour lire dans les prophéties des Saintes Écritures l'arrivée imminente du Sauveur alors qu'un deuxième livre repose à ses pieds, peut-être un thème de la Contre-Réforme lié aux faux prophètes ; l'Évangéliste, quant à lui, a son propre évangile sous le bras et tient à la main un calice d'où sort un serpent, allusion à son miracle lors duquel il a découvert une boisson empoisonnée.
En arrière-plan, on aperçoit un paysage d'arbres à boules cotonneuses, élément fantastique typique de l'art de Dosso. La composition qui privilégie les figures des saints, qui possèdent une position ferme dans l'espace, une pose dynamique et une définition anatomique précise, se distingue dans l'ensemble. Ces caractéristiques, jointes à quelques vestiges du giorgionisme, datent l'œuvre de la quatrième décennie du XVIe siècle.
L'œuvre a été endommagée par l'attentat de la Via dei Georgofili le 27 mai 1993, dont l'onde de choc a frappé la toile avec des micro-débris et a provoqué son décollement, avec un risque élevé de perte de couleur. La restauration a consolidé le support et également enlevé l'ancienne peinture jaunâtre, récupérant la qualité d'origine des pigments.